# Total Madness - the Very Best of Madness
Total Madness - the Very Best of Madness är ett samlingsalbum av den brittiska ska/popgruppen Madness, utgivet 1997. Det släpptes enbart i USA. Det innehöll en text skriven av Dicky Barrett från den amerikanska ska-punkgruppen The Mighty Mighty Bosstones.

## Låtlista
1. "Our House" - 3:20
2. "It Must Be Love" - 3:25
3. "Tomorrow's Just Another Day" - 3:14
4. "Shut Up" - 3:26
5. "Grey Day" - 3:39
6. "The Sun and the Rain" - 3:17
7. "Wings of a Dove (A Celebratory Song)" - 3:02
8. "Michael Caine" - 3:37
9. "One Better Day" - 4:06
10. "Uncle Sam" - 4:16
11. "Yesterday's Men" - 4:36
12. "One Step Beyond" - 3:33